# AKB子兎道場
『AKB子兎道場』（エーケービーこうさぎどうじょう）は、テレビ東京ならびにその系列局などで2012年12月7日から2014年3月28日まで放送されていたバラエティ番組。

## 概要
2009年7月10日から2012年11月30日まで3年間放送されていた『週刊AKB』の後継番組である。番組開始当初は、様々な悩みを持つ迷える子兎（一般視聴者など）をスタジオに迎え、AKB48メンバーが親身に悩みを聞いた上で、議論・相談を重ね解決に導くという内容であった。2013年4月12日放送分「ダンスで天下を取りたい子兎」以降、対象が一般視聴者からAKBメンバーに置き換えられ、ロケでの企画が中心になるなど、内容がリニューアルされている。
2013年3月までは、峯岸みなみが、総合演出のテリー伊藤とともにメインMCを務め、常時10名のAKB48メンバーも出演。峯岸にとってはAKB48関連レギュラー番組では初のMCとなっていた。番組リニューアル後は、ロケ企画が中心になった事から、峯岸は企画に参加する側のメンバーとして、テリーは番組冒頭に企画内容を伝える役としてVTRによる登場(企画によっては自ら出演)に変更されている。2013年5月31日放送分「肝試しでアイドル力を磨きたい子兎」以降、サブタイトルから（子兎）の表記が無くなっている。2014年1月10日放送分からは、メンバーMC制度が導入され、毎回あらゆる抽選方法で担当MCを決める（これはテリーが常時ロケに参加できないための新システム）。
本番組では○○さんは○○ⓢ（丸の中にS）、○○くんは○○ⓚ（丸の中にK）、○○ちゃんは○○ⓒ（丸の中にC）と表記される。
2014年3月28日の放送をもって終了した。これにより、2009年7月10日に『週刊AKB』が番組開始して以来約5年間続いた、テレビ東京・金曜夕方のAKB48出演番組枠が消滅した。
2021年7月7日（6日深夜）より、新番組『乃木坂に、越されました〜AKB48、色々あってテレ東からの大逆襲!〜』がテレビ東京『バラエティParavi』枠にて放送開始された。同局におけるAKB48の冠番組が、本番組終了以来7年3か月ぶりに復活することになった。

## 出演者

### レギュラー
2014年1月31日現在
2013年4月まではスタジオパネラー制。メンバーは不定期出演で毎回9人が出演していた。
MC
- テリー伊藤（総合演出も兼任）

レギュラー
- AKB48
  - チームA：入山杏奈、大島涼花、川栄李奈、菊地あやか、小林茉里奈、佐々木優佳里、佐藤すみれ、高橋朱里、高橋みなみ、田野優花、松井咲子、森川彩香、横山由依
  - チームK：阿部マリア、内田眞由美、大島優子、北原里英、倉持明日香、島田晴香、鈴木紫帆里、永尾まりや、中田ちさと、平田梨奈、藤田奈那、前田亜美、武藤十夢
  - チームB：石田晴香、市川美織（NMB48チームN兼任）、岩佐美咲、梅田彩佳、大場美奈（SKE48チームKII兼任）、大家志津香、柏木由紀、片山陽加、加藤玲奈、小嶋菜月、島崎遥香、竹内美宥、中村麻里子、名取稚菜、藤江れいな、山内鈴蘭
  - チーム4：相笠萌、岩立沙穂、岡田奈々、小嶋真子、髙島祐利奈、西野未姫、橋本耀、前田美月、峯岸みなみ[注 1]
- SKE48
  - チームS：石田安奈、木﨑ゆりあ、斉藤真木子
  - チームKII：竹内舞
  - チームE：木下有希子
- HKT48
  - チームH：多田愛佳
- JKT48
  - チームJ：高城亜樹（AKB48チームB兼任）、デフィ・キナル・プトゥリ、仲川遥香、ナビラ・ラトナ・アユ・アザリア
- SNH48
  - チームSII：宮澤佐江

### ゲスト・その他の出演者
ゲスト扱いでない出演者も含む
- 手島優 - 「グラビア軍団」に出演。
- 木口亜矢 - 「グラビア軍団」に出演。
- 愛川ゆず季 - 「グラビア軍団」に出演。
- 壇蜜 - 「エロ過ぎて困っている子兎」に出演。
- 今井聖弓 - ジュピター所属の女優。「バレンタインに告白したい子兎」に出演。
- 杉原杏璃 - 「豊胸手術すべきか悩む子兎」にゲスト出演。
- カリスマカンタロー - 「ダンスで天下を取りたい子兎」に出演。
- よしみつ - 「THE　アイドルキャンプファイアー」に出演。
- FISHBOY - 「ロード・オブ・ザ・ダンスアイドル大作戦!」に出演。
- BBゴロー - 「怪談話でトーク力を磨きたい子兎」に出演。
- 服部桂吾 - 「肝試しでアイドル力を磨きたい子兎」に出演。
- 田原総一朗 - 「総選挙直前スペシャル」に出演。
- 青木宏行 - 「FLASHスペシャル」（光文社）編集長。「総選挙直前スペシャル」に出演。
- クロちゃん（安田大サーカス） - 「総選挙直前スペシャル」に出演。
- JOY - 「総選挙直前スペシャル」に出演。
- Wエンジン - 「総選挙直前スペシャル」に出演。
- 益若つばさ - 「総選挙直前スペシャル」に出演。
- 小橋建太 - 「総選挙直前スペシャル」に出演。
- やくみつる - 「総選挙直前スペシャル」に出演。
- 川上剛史 - 「催眠術でアイドル力をUP!」に出演。
- akihic☆彡 - 「ロード・オブ・ザ・ダンスアイドル」に出演。
- キンタロー。 - 「透明人間になってアイドル力UP!」に出演。
- 八幡カオル - 「透明人間になってアイドル力UP!」に出演。
- ニッチロー - 「透明人間になってアイドル力UP!」に出演。
- 江原寅次郎 - 「透明人間になってアイドル力UP!」に出演。
- デヴィ・スカルノ - 「透明人間になってアイドル力UP!シーズン2」に出演。
- 佐野真依子 - メーキャップアーティスト・「BLEA」担当講師。「真夏のアイドル力UP!ギャルにイメチェン大作戦」に出演。
- さとう珠緒 - 「AKB48がミニスカポリスに就任!」に出演。
- 下田美咲 - 「AKB48がミニスカポリスに就任!」に出演。
- 来栖けい - 「AKB48 パンケーキを喰らう!」に出演。
- AKB48グループ ドラフト会議候補者 29名 - 「AKB48グループドラフト会議直前 魁!!子兎塾〜明日のスター★を探し出せ!!〜」、「密着!!AKB48グループドラフト会議 〜孫兎たちの一番長い日〜」に出演。
- マイコーりょう - 「AKB48 麺を喰らう!」に出演。
- 藤井リナ - 「AKB48 No.1ファッショニスタは誰だ!?」に出演。
- 森下悠里 - 「AKB48の手作りクリスマス! 子兎たちのChristmas 〜PARTYが始まるよ!〜」に出演。
- MIRAI - 「ROAD OF THE DANCE IDOL」に出演。
- SHIORI - 「AKB48 バレンタインデー LOVE 物語」に出演。
- ソラカラちゃん - 「AKB48 ケーキを喰らう!」に出演。

### 過去のレギュラー
番組自体が司会を除けば単一グループのみの出演なので、グループを卒業すると同時に事実上の番組降板となる。
- AKB48元メンバー（所属は卒業・脱退時点）
  - AKB48
    - チームA：仁藤萌乃
    - チームK：松原夏海、秋元才加
    - チームB：小森美果
- SKE48
  - チームE：菅なな子

## 企画
AKB48が迷える子兎の悩みを解決!
様々な悩みを抱え相談に来た「迷える子兎」をスタジオに迎え、AKB48メンバーがその悩みの解決策を考えアドバイスを送る。
飛んでけ子兎
メンバー1人に対しての一問一答形式。テリーが聞き手になっていて、メンバーには名字ではなく、ニックネームで問いかけている。
AKB子兎通信
街中で聞いた誰もが思い当たる身近な悩みをAKB48が話し合う。
Ending Dance
エンディングのエンドロール時に、AKB48メンバー数人がAKB48の楽曲やダンスナンバーに合わせてダンスする。
ROAD OF THE DANCE IDOL
田野優花、相笠萌、大島涼花と、SKE48の石田安奈、木﨑ゆりあ、木下有希子、斉藤真木子、竹内舞が、カリスマカンタローとakihic☆彡、MIRAIの指導で、ストリートダンスで天下を取ることを目指す。
企画途中で番組が終了したため、AKB48メンバーの3人については番組終了ととも企画を終了し、SKE48メンバーの企画のみをNOTTVで放送される『DANCE KINGDOM』（2014年4月17日放送開始）が引き継ぎ、「SKE48 ROAD OF THE DANCE IDOL」として同番組内で2014年9月まで放送された。
楽曲紹介
48グループならびに派生ユニット・ソロ活動メンバーの楽曲MVを紹介する。
AKB48○○を喰らう!
毎回3人のメンバーが登場し、テーマに沿ったグルメを食べる。食事風景"顔アップ"をスロー映像で流し、一番"アイドルっぽく"食べたと店の関係者が判断したメンバーが、その店のお勧めメニューを食べる事が出来る。

## 主題歌
オープニングテーマ
- 「永遠プレッシャー」：AKB48（2012年12月7日 - 2013年1月18日、3月1日、4月5日、4月19日、5月17日、2014年3月28日）
- 「overture」：AKB48（2013年1月25日 - 2013年2月22日、3月8日 - 3月29日）
- 「ヘビーローテーション」：AKB48（2013年4月12日）
- 「掌が語ること」：AKB48（2013年3月22日）
- 「会いたかった」：AKB48（2013年5月24日）
- 「RIVER」：AKB48（2013年7月5日、9月20日、10月25日、3月7日）
- 「さよならクロール」：AKB48（2013年8月9日、9月6日、9月13日）
- 「ロマンス拳銃」：AKB48（2013年10月4日）
- 「恋するフォーチュンクッキー」：AKB48（2013年10月11日）
- 「涙サプライズ!」：AKB48（2013年11月1日）
- 「ギンガムチェック」：AKB48（2013年12月13日）
- 「ジングルベル」（2013年12月20日）
- 「ノエルの夜」：AKB48（2014年1月31日、2月7日）
- 「バレンタイン・キッス」：渡り廊下走り隊7（2014年2月14日）
- 「言い訳Maybe」：AKB48（2014年2月28日）

エンディングテーマ（「Ending Dance」使用曲（2012年12月7日 - 2013年4月12日））
- 「UZA」：AKB48（2012年12月7日 - 2013年1月18日）
- 「overture」：AKB48（2013年1月25日 - 2013年4月12日）
- 「永遠プレッシャー」：AKB48（2013年5月24日、6月7日、6月28日、7月26日、8月16日）
- 「さよならクロール」：AKB48（2013年5月31日、6月14日、6月21日、7月12日、8月30日）
- 「オキドキ」：SKE48（2013年7月5日）
- 「ヘビーローテーション」：AKB48（2013年7月19日、10月11日）
- 「恋するフォーチュンクッキー」：AKB48（2013年8月2日、11月8日、12月20日）
- 「夕陽を見ているか?」：AKB48（2013年8月16日）
- 「ロマンス拳銃」：AKB48（2013年9月20日）
- 「フライングゲット」：AKB48（2013年10月4日、2014年3月21日）
- 「チャンスの順番」：AKB48（2013年11月1日、11月15日、11月15日<オルゴール>）
- 「ギンガムチェック」：AKB48（2013年11月29日、12月6日、12月13日）
- 「PARTYが始まるよ」：AKB48（2013年12月13日）
- 「ノエルの夜」：AKB48（2014年1月24日、1月31日、2月7日）
- 「バレンタイン・キッス」：渡り廊下走り隊7（2014年2月14日）
- 「言い訳Maybe」：AKB48（2014年2月21日）

## ネット局・放送時間
| 放送地域       | 放送局         | 系列           | 放送日時           | 放送開始日    | 備考       |
| -------------- | -------------- | -------------- | ------------------ | ------------- | ---------- |
| 関東広域圏     | テレビ東京     | テレビ東京系列 | 金曜 17:30 - 18:00 | 2012年12月7日 | 制作局     |
| 北海道         | テレビ北海道   | テレビ東京系列 | 金曜 17:30 - 18:00 | 2012年12月7日 | 同時ネット |
| 愛知県         | テレビ愛知     | テレビ東京系列 | 金曜 17:30 - 18:00 | 2012年12月7日 | 同時ネット |
| 大阪府         | テレビ大阪     | テレビ東京系列 | 金曜 17:30 - 18:00 | 2012年12月7日 | 同時ネット |
| 岡山県・香川県 | テレビせとうち | テレビ東京系列 | 金曜 17:30 - 18:00 | 2012年12月7日 | 同時ネット |
| 福岡県         | TVQ九州放送    | テレビ東京系列 | 金曜 17:30 - 18:00 | 2012年12月7日 | 同時ネット |
| 和歌山県       | テレビ和歌山   | 独立局         | 金曜 0:35 - 1:05   | 2013年1月6日  | 遅れネット |
| 奈良県         | 奈良テレビ     | 独立局         | 火曜 1:00 - 1:29   | 2013年1月8日  | 遅れネット |
| 滋賀県         | びわ湖放送     | 独立局         | 月曜 0:00 - 0:30   | 2013年1月9日  | 遅れネット |
| 三重県         | 三重テレビ     | 独立局         | 木曜 17:00 - 17:30 | 2013年1月17日 | 遅れネット |